# Карпович, Пётр Владимирович
Пётр Владимирович Карпович (3 октября 1874 Гомель, Российская империя — 13 апреля 1917, Северное море) — русский революционер, террорист, член РСДРП и ПСР, убийца министра народного просвещения Боголепова.

## Биография
Родился в 1874 году в Гомеле. Внебрачный сын помещика А. Я. Савельева. Проходил обучение в Гомельской и Слуцкой гимназиях. В 1895 году поступил на медицинский факультет Московского университета, но был исключён из университета (1896) за участие в манифестации по поводу полугодовщины Ходынской катастрофы, выслан на родину, занимался сельским хозяйством. В 1898—1899 годах учился на медицинском факультете Юрьевского университета, из которого был исключён за участие в студенческих волнениях и членство в «Союзном совете объединённых студенческих землячеств и организаций». В промежуток между учёбой в университетах вёл революционную агитацию в ряде городов, в частности, в Гомеле и Несвиже. Карпович являлся одним из ведущих организаторов Гомельского комитета Российской социал-демократической рабочей партии, обеспечивал нелегальные поставки литературы марксистского толка.
В 1899 году эмигрировал в Германию, бежав от преследований со стороны полиции. Продолжил образование, став вольнослушателем Берлинского университета. В 1900 году сблизился с членами партии социалистов-революционеров (эсеров), стал горячим сторонником политического террора. В 1900 году за участие в студенческих волнениях были отданы в солдаты 183 студента Киевского и Санкт-Петербургского университетов. Это вызвало сильную агитацию среди русской молодежи, обучающейся за границей, в том числе в Берлине. В начале февраля 1901 года в Берлине состоялось несколько собраний, на которых присутствующие агитировали в смысле необходимости принятия репрессивных мер против представителей русского правительства. В числе таких агитаторов особенно выделялся Карпович, который под влиянием этих разговоров и выехал 10 февраля 1901 г. в Петербург, а 14 февраля 1901 года по собственной инициативе, без поддержки какой-либо политической организации совершил покушение на министра просвещения Н. П. Боголепова. Сам Карпович писал: «Медленно, но верно подвигался я к такому решению. Это известие дало мне пережить всем моим существом, над какой пропастью ходят сотни людей, лучших людей России. И я решил отомстить. Самый важный вопрос для меня был – убийство, второй – уйти от дела или желание жить; но жизнь и революционное дело срослись для меня воедино. Затем вы, мои друзья, а потом все другое (...) Как только я решил, сделалось так спокойно на душе, так тихо; временами мне было как-то уютно, тепло». Карпович был не одинок в таком стремлении, после отдачи студентов в солдаты идея убийства Боголепова бродила в революционной студенческой среде. Борис Савинков вспоминает, что в «Петербургский союз борьбы за освобождение рабочего класса», к которому он тогда принадлежал, обращался  Алексей Покотилов, приехавший из Киева со специальной целью убийства Боголепова, но содействия не получил, так как «убийство министра народного просвещения казалось тогда нам ненужным и едва ли возможным».

## Убийство Боголепова
14 (27) февраля 1901 года около 13 часов пополудни Карпович зашёл в приемную Министерства просвещения, где в это время проводил прием Боголепов. Он явился с прошением о своем зачислении в Петербургский технологический институт и по указанию служителя встал рядом с городским головой Чернигова, пришедшим с ходатайством об открытии в городе реального училища. Последнему Боголепов, обходивший просителей, отказал со словами: «Предоставьте нам удостоверение от помещиков и дворян, что они будут отдавать в училище детей... Мы не желаем открывать училища для разночинцев», что, по признанию Карповича на суде, развеяло его последние сомнения. Затем Боголепов взял у Карповича прошение и повернулся к черниговцу для продолжения разговора, и тогда Карпович выстрелил в него сзади из револьвера «Смит и Вессон».  Пуля попала в ему в шею.  Карпович отбросил револьвер и прошение и спокойно отдался подбежавшей охране со словами: «Не бойтесь, я не уйду, я сделал свое дело». Рана Боголепова не была смертельной, но он умер 16 дней спустя от заражения крови.
17 марта 1901 года Карпович предстал перед судом Санкт-Петербургской судебной палаты. В преступлении, совершённом им, он не раскаялся, в последнем слове заявил:
...Я был уверен, что буду судим военным судом и приговорен к смертной казни. Так я думал, и это не особенно устрашило меня. Но меня судят, оказывается, общеуголовным судом, и смертной казни нет в его распоряжении. Готового к смерти, меня, естественно, каторга не устрашит и уж, конечно, не исправит…
Суд приговорил Карповича к 20 годам каторжных работ. Первые годы он отбывал наказание в Шлиссельбургской крепости, в 1906 году Карпович был сослан в Акатуйскую тюрьму. Карпович попал под два манифеста об амнистии, его срок был значительно сокращен, и в 1907 году он был освобожден из тюрьмы и отправлен на поселение, откуда сразу же бежал.

## Дальнейшая судьба
После побега из ссылки приехал в Санкт-Петербург, где вступил в партию социалистов-революционеров, в которой занял видное положение в Боевой организации эсеров, став помощником Е. Ф. Азефа вместо отошедшего от дел Б. В. Савинкова. В 1908 году он принял непосредственное участие в организации провалившегося покушения на императора Николая II. Карпович безгранично доверял Азефу и не верил в его провокаторство. После разоблачения Азефа Карпович отстранился от партийной деятельности, перебрался в Лондон, где попытался поступить в Политехнический институт, но провалился. По сведениям Департамента Полиции, в 1909 году Карпович входил в боевую группу, организованную Борисом Савинковым (Чернов, Колосов, Бердо-Долинин, Карпович, Коморский и неизвестный).
Жил в Лондоне, работая банщиком-массажистом. Часто встречался с И. М. Майским.
После победы Февральской революции в 1917 году он решил вернуться в Россию, но пароход Zara, шедший из Лондона в Трондхейм, был торпедирован немецкой подводной лодкой в Северном море 13 апреля 1917 года, и Карпович погиб.